# Suctobelbella quinquedentata
Suctobelbella quinquedentata är en kvalsterart som först beskrevs av Hammer 1970.  Suctobelbella quinquedentata ingår i släktet Suctobelbella och familjen Suctobelbidae. Arten är reproducerande i Sverige. Inga underarter finns listade i Catalogue of Life.